# Banzo (film)
Pour plus de détails, voir Fiche technique et Distribution.
Banzo est un film dramatique franco-luso-néerlandais réalisé par Margarida Cardoso et sorti en 2024,.

## Synopsis
Afonso refait sa vie sur une île tropicale au large des côtes africaines, en tant que médecin de plantation. Il est chargé de traiter les serviteurs « infectés » par le Banzo, un mal du pays profond et mortel pour de nombreux esclaves qui succombent à la famine ou se suicident. Pour éviter la propagation, le groupe est envoyé sur une colline isolée encerclée par la forêt. Afonso tente de les guérir, mais comprendre leurs esprits est un défi plus grand que toute intervention médicale.

## Fiche technique
Sauf indication contraire, les informations mentionnées dans cette section peuvent être confirmées par les bases de données cinématographiques IMDb et Allociné,  présentes dans la section « Liens externes ».
- Titre original : Banzo
- Réalisation : Margarida Cardoso
- Scénario : Margarida Cardoso
- Musique : Rutger Zuydervelt
- Décors : Artur Pinheiro
- Costumes : Silvia Grabowski
- Photographie : Leandro Ferrão
- Son : Vincent Sinceretti
- Montage : Pedro Filipe Marques
- Production : Filipa Reis
  - Coproduction : Yohann Cornu
- Sociétés de production : Uma Pedra no Sapato, Les Films de l'Après-Midi, Damned Films et Baldr Film
- Sociétés de distribution : Damned Distribution
- Pays de production :  France,  Portugal et  Pays-Bas
- Langue originale : portugais
- Format : couleur
- Genre : Drame
- Durée : 127 minutes
- Dates de sortie :
  - Portugal : 28 mai 2024
  - France : 25 décembre 2024

## Distribution
- Carloto Cotta : Afonso
- Hoji Fortuna : Alphonse
- Ruben Simões : Ismaël
- Gonçalo Waddington : Raimundo
- Sara Carinhas : Luisa
- Joao Pedro Bernard : Dr Figueira
- Maria Do Céu Ribeiro : Adelia
- Matamba Joaquim : Maianço
- Beatriz Batarda
- Albano Jerónimo